# Bocholtz
Bocholtz est un village néerlandais situé dans la commune de Simpelveld, dans la province du Limbourg néerlandais. Le 1er janvier 2006, le village comptait 5 620 habitants.

## Histoire
Bocholtz a été une commune indépendante jusqu'au 1er janvier 1982. À cette date, elle est supprimée et rattachée à Simpelveld.

## Héraldique

Les armes de Bocholtz ont été octroyées le 23 novembre 1896 par le Haut Conseil de la noblesse des Pays-Bas (nl), comme suit :

Parti : en 1, d'or au saint Jacques le Majeur, la tête et les mains au naturel, vêtu d'une pèlerine de sable et coiffé d'un chapeau de pèlerin aussi de sable, à une coquille d'argent sur le chapeau et sur chaque épaule, tenant de la dextre un bâton de pèlerin de sable surmonté d'une croisette du même, le tout sur une champagne de sinople ; en 2, d'azur au pal d'argent.

Jacques le Majeur est le saint patron de la paroisse de Bocholtz. Les armes d'azur au pal d'argent sont celles de la famille Von der Leyen, à laquelle appartinrent les seigneurs de Bocholtz et Simpelveld.

## Notes et références

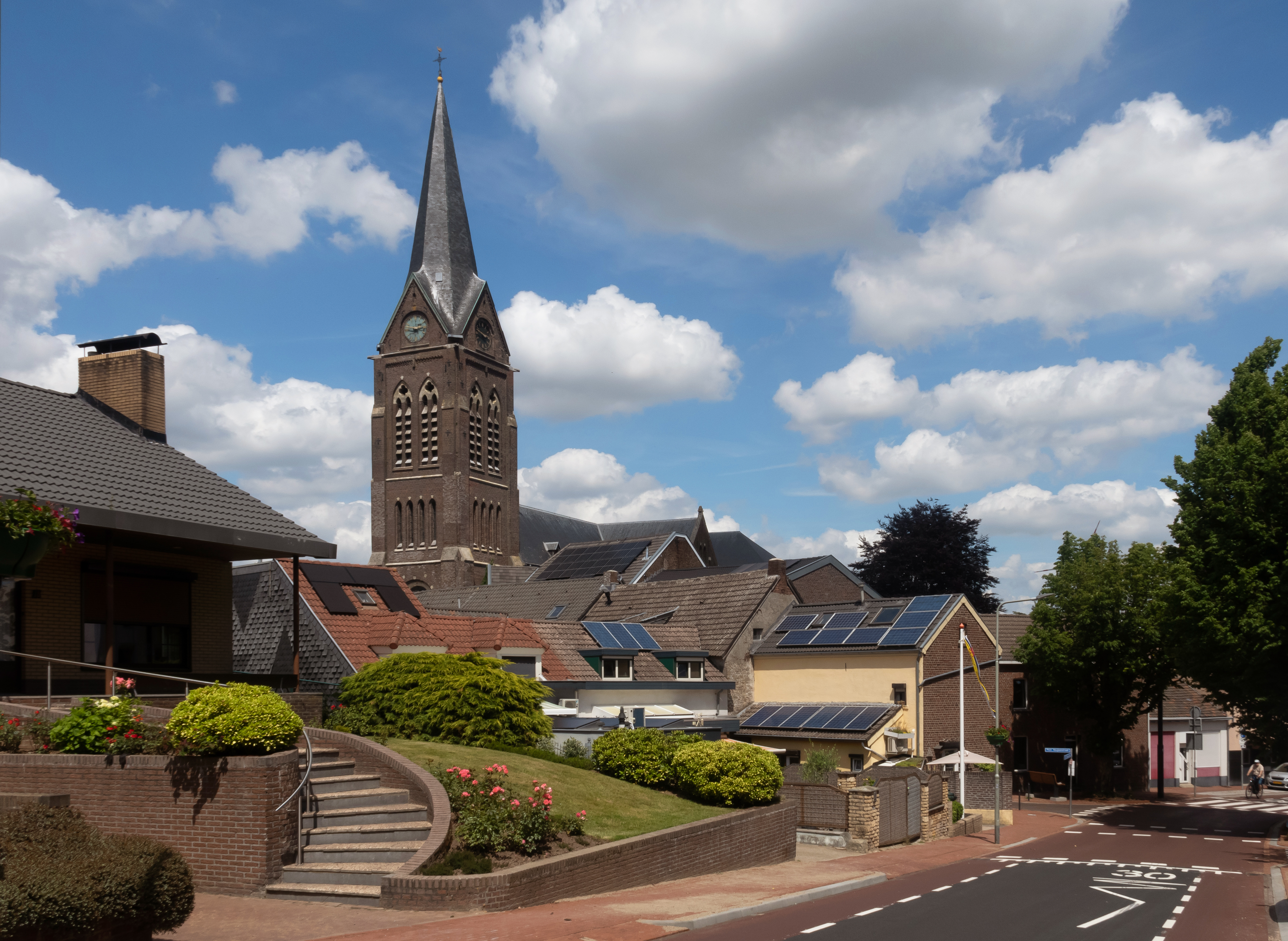
Bocholtz, l'église : la Jacobus de Meerderekerk